# Grzybówka szafranowa

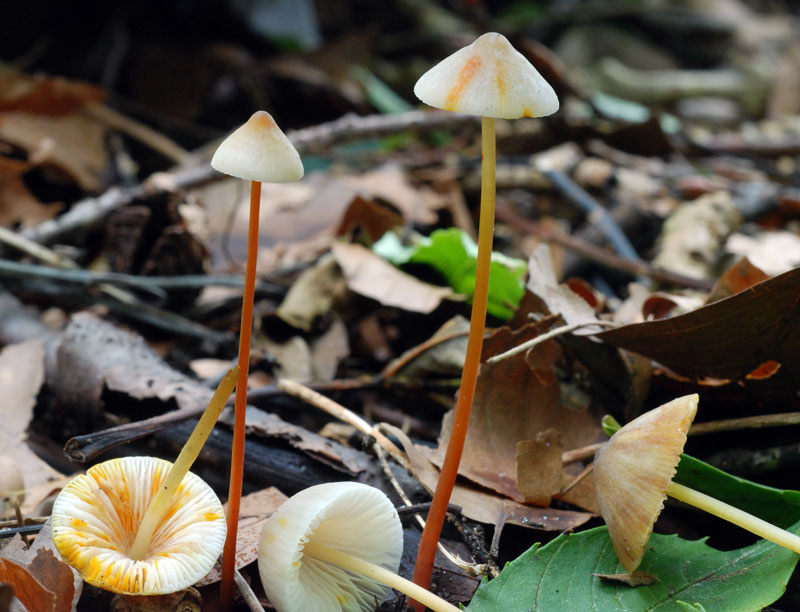

Grzybówka szafranowa (Mycena crocata (Schrad.) P. Kumm.) – gatunek grzybów z rodziny grzybówkowatych (Mycenaceae).

## Systematyka i nazewnictwo
Pozycja w klasyfikacji według Index Fungorum: Mycena, Mycenaceae, Agaricales, Agaricomycetidae, Agaricomycetes, Agaricomycotina, Basidiomycota, Fungi.
Po raz pierwszy takson ten opisał w 1794 r. Heinrich Adolph Schrader nadając mu nazwę Agaricus crocatus. Obecną, uznaną przez Index Fungorum nazwę nadał mu Paul Kummer w 1871 r.
Synonimy:
- Agaricus crocatus Schrad. 1794
- Agaricus croceus var. crocatus (Schrad.) Pers. 1828
- Mycena crocata f. croceifolia Pérez-De-Greg. 2008
- Mycena crocata var. vogesiana Quél. 1886

Nazwę polską nadała Maria Lisiewska w 1987 r.

## Morfologia
Kapelusz
Średnica 5–25 (–38) mm, kształt stożkowaty, dzwonkowaty lub paraboliczny z małym garbkiem, płytko bruzdowany, nieco półprzezroczyście prążkowany. Powierzchnia oprószona, na środku o barwie od ciemnoczerwonej przez pomarańczowo-brązową do szaro-brązowej, przy brzegu jaśniejsza – biaława lub szarawa, z plamami żółto-czerwonymi do pomarańczowoczerwonych.
Blaszki
W liczbie 15–20 dochodzących do trzonu, wąskie, z plamkami żółto-czerwonymi do pomarańczowoczerwonych.
Trzon
Wysokość 50–95 mm, grubość 1–2 mm, walcowaty, pusty w środku, prosty lub nieco wygięty, jędrny. Powierzchnia delikatnie lub silnie owłosiona, mniej lub bardziej błyszcząca, przy podstawie o barwie od jaskrawopomarańczowej do czerwonawej, ukorzeniony. Po przecięciu wydziela szafranowo-czerwone mleczko. Podstawa gęsto pokryta długimi, grubymi włóknami o barwie białawej do pomarańczowo-żółtej.
Miąższ
Bez wyraźnego zapachu.

## Występowanie i siedlisko
Opisano występowanie Mycena crocata w Ameryce Północnej, Europie, Japonii i Korei. Władysław Wojewoda w zestawieniu grzybów wielkoowocnikowych Polski w 2003 r. przytacza liczne stanowiska. Liczne i bardziej aktualne stanowiska podaje internetowy atlas grzybów. Znajduje się na Czerwonej liście roślin i grzybów Polski. Ma status R – gatunek potencjalnie zagrożony z powodu ograniczonego zasięgu geograficznego i małych obszarów siedliskowych.
Grzyb saprotroficzny. Występuje w lasach liściastych i mieszanych, w parkach, wśród opadłych liści i na opadłych gałęziach drzew, zwłaszcza buka, rzadziej olchy i brzozy. Owocniki od lata do późnej jesieni.
Cechy mikroskopowe
Podstawki 25–37 × 8–10 µm, maczugowate, 4-zarodnikowe ze sterygmami o długości 5–7 µm. Zarodniki 8,2–11,5 × 5–7 µm, pipetowate, gładkie, amyloidalne. Cheilocystydy 13–32 × 7–14 µm, tworzące sterylne pasma, maczugowate, pokryte niezbyt licznymi i równomiernie rozstawionymi, cylindrycznymi i prostymi lub nieco zagiętymi naroślami o wymiarach 1–8 × 0,9–2 µm, czasem dłuższymi, nieregularnie nabrzmiałymi i rozgałęzionymi. Pleurocystydy rzadkie, maczugowate, gładkie lub z nielicznymi naroślami. Strzępki włosków o szerokości do 1–4 µm, pokryte prostymi lub rozgałęzionymi naroślami 1,5–4,5 µm. Strzępki w skórce trzonu o szerokości 1–3 µm, z rzadka pokryte prostymi, cylindrycznymi wypukłościami 1–5,5 × 0,5–1 µm. Strzępki skórki trzonu o szerokości 1,5–4 µm, gładkie. Komórki końcowe o szerokości 3,5–7 µm, prawie cylindryczne lub maczugowate. Sprzążki występują w strzępkach wszystkich części grzyba.

## Gatunki podobne
Najbardziej charakterystycznymi cechami grzybówki szafranowej są plamy o barwie od żółto-czerwonej do pomarańczowo-czerwonej, oraz  czerwonawe mleczko w trzonie.